# Нападение на полицейское управление Карачи (2023)
17 февраля 2023 года боевики напали на полицейский участок в центре города Карачи, Пакистан. В результате нападения по меньшей мере пять человек погибли (в том числе два полицейских, два рейнджера и один гражданский) и ещё 14 получили ранения. Главный министр Синда Мурад Али Шах позже заявил, что трое боевиков, участвовавших в нападении, были убиты силовиками. Ответственность за теракт взяла на себя организация «Техрик-е Талибан Пакистан».
Нападение на полицейский участок было расценено как серьёзное нарушение режима безопасности. Инцидент побудил правительство провинции провести ревизию правительственных зданий и сооружений. Правительство Пакистана ввело режим повышенной готовности и усилило мобилизацию сил безопасности по всей стране.
В 2022 году террористическая угроза в стране возросла на 50 %, основной причиной чего стало возвращение талибов к власти в соседнем Афганистане в августе 2021 года .
Премьер-министр страны Шахбаз Шариф осудил нападение и подчеркнул, что «террористы, возможно, забыли, что Пакистан — это страна, которая своим мужеством победила терроризм». Он также добавил, что «террористы в очередной раз атаковали Карачи. Эти трусливые действия не могут сломить волю и решимость полиции и сил безопасности. Весь народ поддерживает полицию и силовые структуры».
Нед Прайс, представитель Госдепартамента США, резко осудил теракты в Twitter. Консульство США в Карачи через ту же платформу призвало соотечественников проявлять крайнюю осторожность и избегать района, где произошло нападение.